# Дарко Ангеловски
Дарко Ангеловски (Скопље, 4. фебруар 1994) је македонски одбојкаш и игра на позицији либера.